# Майкарагай
Майкарагай (каз. Майқарағай) — село в Аккулинском районе Павлодарской области Казахстана. Расположено в 164 км к юго-востоку от областного центра — Павлодара и в 80 км к северо-востоку от районного центра — села Аккулы. Административный центр Майкарагайского сельского округа. Код КАТО — 555253100.

## История
Село Майкарагай было центральной усадьбой бывшего племенного совхоза «Майкарагайский». В 1960 году он был выделен из совхоза «Лебяжинский», в 1978 году был преобразован в племзавод по племенному овцеводству.

## Население
В 1985 году в селе проживало 1374 человек. В 1999 году население села составляло 607 человек (300 мужчин и 307 женщин). По данным переписи 2009 года, в селе проживали 423 человека (202 мужчины и 221 женщина).

## Галерея
| - Школа и интернат в с. Майкарагай |